# Паниспанизм
Паниспанизм (исп. Panhispanismo или исп. pan-hispanismo) — термин для обозначения объединения испаноязычных стран культурного, экономического и политического характера, направленного на противодействие американской экспансии и, шире, англосаксонскому[стиль] влиянию в испаноязычных странах.
Термин был предложен в 1830-х годах Марком Ван Акеном и начал относительно широко употребляться в середине XIX века в испанских периодических изданиях, в частности, в газете La América (выходила в Мадриде с 1857 по 1886 годы), которая пропагандировала идею «Испаноязычного союза», а также в газете Revista Española de Ambos Mundos («Испанское обозрение Старого и Нового света»). Идея союза испаноязычных стран рассматривалась рядом публицистов и литераторов, в частности аргентинцем Мануэлем Угарте, Франсиско В. Сильвой в его книге исп. Reparto de América española y panhispanismo, а также Фернандо Ортисом в его книге La Reconquista de América. Reflexiones sobre el Panhispanismo (который уже критиковал паниспанизм в 1910 году как экспансионизм, аналогичный пангерманизму). Паниспанизм также был описан как ветвь испаноамериканизма, из которого возникла идея Испанидад, основанная на «радикальной метаисторической интерпретации» паниспанизма.
Концепция паниспанизма также использовалась в лингвистике для обозначения единства испанского языка. В 1963 году на конгрессе в Мадриде известный испанский переводчик Мигель Саенц высказал эту идею в своём докладе «Настоящее и будущее испанского языка». В связи с этим возникли такие понятия, как «паниспанистская лингвистическая политика», проводником которой является Ассоциация академий испанского языка (ASALE). Как лингвистическая концепция, паниспанизм подвергался критике в научных кругах.